# Фёдор Львович (князь воротынский)
Князь Фёдор Львович Воротынский (в ряде источников именуется Фёдор Юрьевич Воротынский) (около 1390 — после 1455) — Верховский удельный князь из рода Новосильских, родоначальник рода князей Воротынских.

## Биография
При князе Фёдоре Львовиче Новосильское княжество вошло в состав Великого княжества Литовского, но сохранило полную внутреннюю автономию, которая сохранялась до самого конца XV века. Будучи старшим в роду князей Новосильских, титуловал себя князем Новосильским, Одоевским и Воротынским. Какое-то время оспаривал верховную власть над Новосильским княжеством: заключая договор в 1442 году с великим князем Казимиром Литовским он именовал себя князем Новосильским и Одоевским, а представителей прочих ветвей (собственно Одоевских и Белёвских) вообще не упоминал. Однако впоследствии он правил только Воротынским княжеством и в документах 1448 и 1455 годов именовался по имени удела князем Воротынским.
В феврале 1442 года принес вассальную присягу на верность великому князю литовскому Казимиру Ягеллончику. Последний назначил Воротынского своим наместником в Козельске и обязался оказать ему поддержку в обмен на помощь его зятю, князю Ивану Андреевичу Можайскому, в борьбе за московский великокняжеский престол с Василием Васильевичем.
В марте 1455 года Казимир  передал в удельное владение селения в Смоленской земле: Городечну, Скогуловичи, Ковылну, Демяну и др.

## Семья
Женат на Марии Корибутовне (ок. 1394/1405—?), дочери Корибута Дмитрия Ольгердовича, князя Новгород-Северского  внучке великого князя литовского Ольгерда и княжны рязанской Анастасии Ольговны.  Таким образом, он был связан с рязанской и литовской правящими династиями.
Оставил после себя трех сыновей, которые разделили между собой Воротынское княжество, и нескольких дочерей. Младшие дочери родились довольно поздно, отчего можно сделать вывод, что возможно Фёдор Львович был женат дважды. 
Дети Фёдора Львовича:
- Михаил († 1472/1477)

- Дмитрий († 1498/1504)

- Семён († 1498/1504)

- старшая дочь, неизвестная по имени, была замужем (брак с ок. 1448[2]) за князем можайским Иваном Андреевичем (1430/1432—ок. 1485) (возможно, вторая жена)

- Евдокия (ок. 1445—ум. после 1505), супруга княжича боровского Ивана Васильевича (ок. 1440—1507/1508), князя клецкого

- Анна[3] († 1491/1492 или ок. 1494), замужем за князем Янушем Лосеком.

- Феодосия (ок. 1450—после 12.1505), замужем за Львом Буйницким; их дочь, Анна Буйницкая (ок. 1485—?), жена Яна Крошинского, была бабкой (по матери) воеводы смоленского Филона Кмиты.

## Критика
Родословия князей Воротынских называют его «Фёдором Юрьевичем» по его дяде Юрию Романовичу. Ряд историков, в частности А. А. Зимин, в своих работах следуют этой версии. Однако, родословия часто составлялись на основе устного семейного предания, а в литовских документах того времени он фигурирует как Фёдор Львович, сын князя Льва Романовича.